# Reivo
Reivo este o arie protejată (arie specială de conservare — SAC, sit de importanță comunitară — SCI) din Suedia întinsă pe o suprafață de 9.715,6 ha, integral pe uscat.

## Localizare
Centrul sitului Reivo este situat la coordonatele 65°48′55″N 19°07′04″E / 65.8154°N 19.1177°E.

## Înființare
Situl Reivo a fost declarat sit de importanță comunitară în decembrie 1995 pentru a proteja 1 specie de plante și 4 specii de animale. Situl a fost protejat și ca arie specială de conservare în martie 2011.

## Biodiversitate
Situată în ecoregiunea boreală, aria protejată conține 14 habitate naturale: Izvoare fino-scandinave și mlaștini produse de izvoare bogate în minerale, Roci stâncoase cu vegetație pionieră de Sedo-Scleranthion sau Sedo albi-Veronicion dillenii, Mlaștini turboase de tranziție și turbării mișcătoare, Păduri de conifere pe eskere fluvioglaciare sau legate la acestea, Pajiști alpine și boreale, Mlaștini alcaline, Cursuri de apă de la nivel de câmpie la nivel montan, cu vegetație Ranunculion fluitantis și Callitricho-Batrachion, Lacuri și iazuri distrofice naturale, Turbării Aapa, Ape oligotrofe din câmpii nisipoase, cu un conținut foarte redus de minerale (Littorelletalia uniflorae), Pante stâncoase calcaroase cu vegetație casmofită, Grohotișuri silicioase de la nivelul montan până la nivelul zăpezii (Androsacetalia alpinae și Galeopsietalia ladani), Taiga vestică, Mlaștini împădurite.
La baza desemnării sitului se află mai multe specii protejate:
- plante (1): Ranunculus lapponicus
- mamifere (1): râs eurasiatic (Lynx lynx)
- nevertebrate (3): Aradus angularis, Stephanopachys linearis, Stephanopachys substriatus